# Yainelis Ribeaux
Yainelis Ribeaux (ur. 30 grudnia 1987) – kubańska lekkoatletka specjalizująca się w rzucie oszczepem. 
W 2009 została wicemistrzynią Ameryki Środkowej i Karaibów oraz bez powodzenia reprezentowała Kubę podczas mistrzostw świata. Na igrzyskach panamerykańskich w 2011 zdobyła srebrny medal. W ciągu kariery stawała na podium kubańskich igrzysk narodowych.
Rekord życiowy: 63,18 (19 czerwca 2009, Hawana). 

## Osiągnięcia
| Rok  | Impreza                                  | Miejsce     | Lokata            | Wynik |
| ---- | ---------------------------------------- | ----------- | ----------------- | ----- |
| 2009 | Mistrzostwa Ameryki Środkowej i Karaibów | Hawana      | 2. miejsce        | 59,68 |
| 2009 | Mistrzostwa świata                       | Berlin      | el. – 16. miejsce | 57,38 |
| 2010 | Puchar interkontynentalny                | Split       | 7. miejsce        | 57,08 |
| 2011 | Igrzyska panamerykańskie                 | Guadalajara | 2. miejsce        | 56,21 |
| 2012 | Igrzyska olimpijskie                     | Londyn      | el. - 29. miejsce | 56,55 |